# Proton GEN•2
Der Proton GEN•2 ist ein kleiner PKW, der vom malaysischen Automobilhersteller Proton hergestellt wird und im dritten Quartal 2004 vorgestellt wurde.
Der GEN•2 baut auf einer Plattform, die von Proton in Zusammenarbeit mit ihrem Partner Lotus Cars entwickelt wurde. Ursprünglich hieß das Projekt Proton Wira Replacement Model, was darauf hinwies, dass dieses Modell den Proton Wira ersetzen sollte. Der Name GEN•2 ist eine Abkürzung für Generation 2, da er die zweite Generation des sehr erfolgreichen Wira bezeichnen sollte.
Der GEN•2 gehörte zu den ersten Modellen, die in der neuen Proton-Fabrik in Tanjung Malim hergestellt wurden. Bei diesem Werk handelt es sich um einen Teil des Entwicklungsplans Proton City.
Die Plattform des GEN•2 wird auch für den Satria Neo (mit verkürztem Radstand) und den Persona (mit vergrößertem hinteren Überhang) genutzt.

## GEN•2 (2004–2012)

### Motorcharakteristik
Der Entwicklungspartner Lotus Cars gehört inzwischen zu Proton. Der GEN•2 war das erste Proton-Modell, bei dem der gemeinsam entwickelte Campro-Motor zum Einsatz kam. Der Motor vom Typ S4PH mit 1,6 l Hubraum des Gen-2 leistet 110 PS (81 kW) bei 6000 min−1 und beschleunigt das Fahrzeug in 11,2 s von 0–100 km/h.
Zwischen 2000 min−1 und 3000 min−1 fällt die Drehmomentkurve etwas ab, um dann bei 4000 min−1 ihren Höhepunkt zu erreichen. Diese Drehmomentcharakteristik ist in den vom Hersteller veröffentlichten Diagrammen erkennbar und wird allgemein mit der fehlenden Nockenverstellung (CPS) in Verbindung gebracht, nach der der Motor eigentlich benannt wurde. Aus wirtschaftlichen Gründen gelangte diese aber nicht zur Serienreife. Um die Beschleunigung im mittleren Drehzahlbereich zu verbessern, wurde seit Produktionsbeginn die Auslegung von Motor und Automatikgetriebe mehrfach verändert, bisher aber ohne Erfolg.
Die unerwünschte Drehmomentschwäche wurde schließlich 2008 von Proton korrigiert, indem sie den „neuen“ Campro-Motor mit der ursprünglich geplanten Nockenverstellung herausbrachten, den Campro CPS.

### Wettbewerber
In Malaysia trat dieser Wagen in direkte Konkurrenz zu den dort montierten Modellen Hyundai Accent und Kia Rio, unterbot diese im Preis aber um ca. 20 %. Gegenüber den in anderen ASEAN-Staaten hergestellten Modellen Honda City und Toyota Vios beträgt die Preisdifferenz ca. 30 %. Protons Preisvorteil in Malaysia ist aber hauptsächlich auf die hohen Einfuhrzölle auf Importfahrzeuge zurückzuführen, die durch die ASEAN-Handelsvereinbarung 2005 eigentlich abgeschafft werden sollte. Die malaysische Regierung interpretierte die Vereinbarung allerdings dahingehend, dass die Zölle erst drei Jahre später fallen sollten, nachdem sie eine für ihr Land angestrebte, dreijährige Sonderregelung nicht durchsetzen konnten. Der von der Regierung selbst gesetzte Termin 2008 wurde von dieser bisher allerdings auch ignoriert.

### Überarbeitungen
2005 wurde eine abgespeckte Version des Proton GEN•2 mit einem 1,3-l-Vierzylinder-Reihenmotor ohne CPS herausgebracht, die in Malaysia nur mit automatischem Getriebe erhältlich war und für RM 46.000,-- verkauft wurde, womit diese in direkte Konkurrenz zu dem dort am besten verkauften 1,3-l-Modell des ebenfalls dort ansässigen Herstellers Perodua trat. Dieses Modell war deutlich untermotorisiert; ein Umstand, der durch die bekannte Drehmomentschwäche des Motors noch verstärkt wurde und sich in sehr schlechten Verkaufszahlen auswirkte.

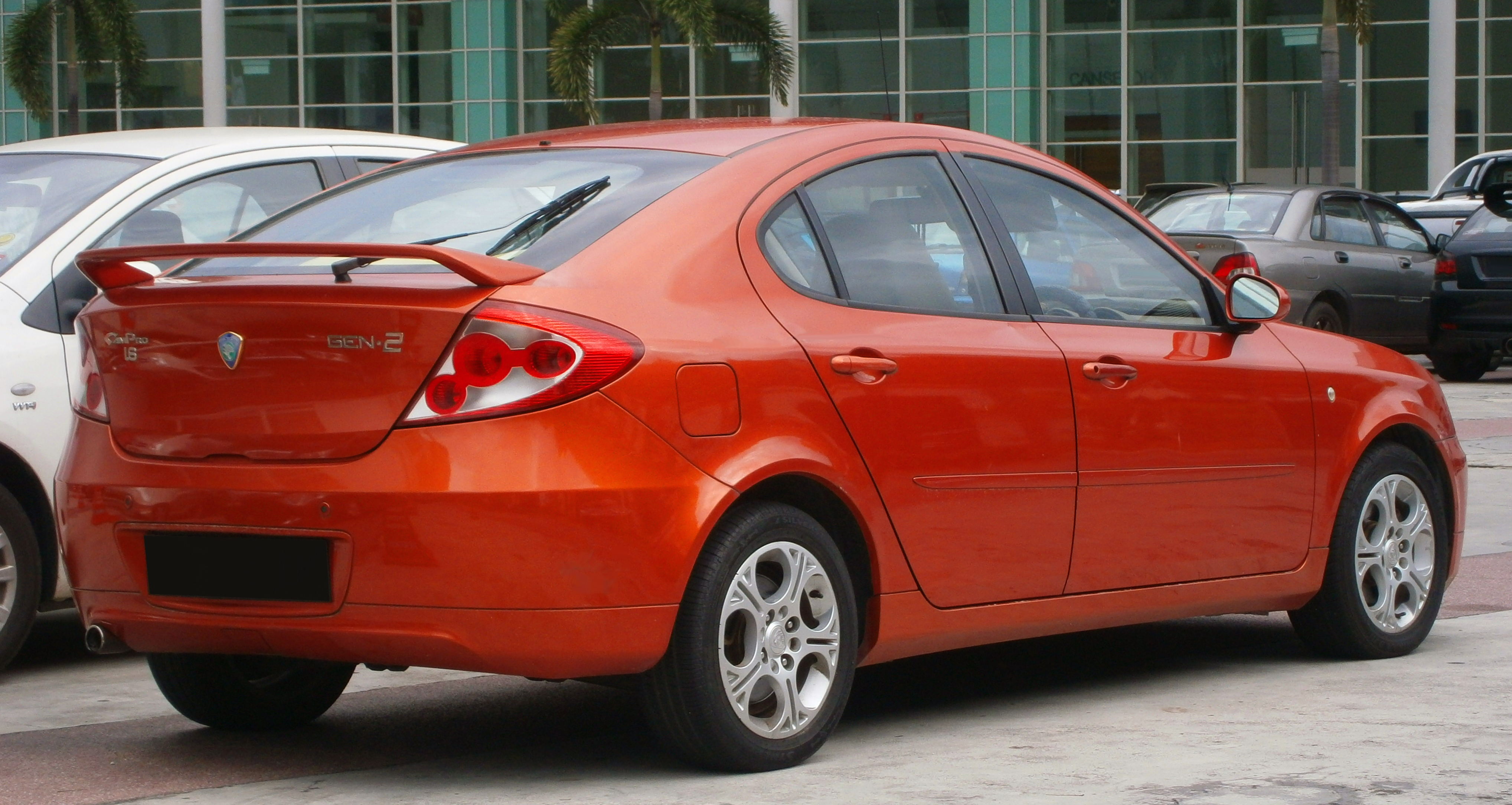
Heckansicht

Im Dezember 2007 wurde gleichzeitig mit Einführung der Marke in Thailand dort ein neuer Proton Gen-2 vorgestellt. Hierbei handelte es sich um den ersten Proton mit dem neuen, verbesserten Campro-Motor. Dieser neue Motor mit Nockenverstellung war nur in der höchsten Ausstattungsvariante verfügbar und leistete 127 PS (93 kW) anstatt der 110 PS (81 kW) beim Campro-Motors ohne Nockenverstellung.
Am 3. März 2008 wurde der facegeliftete GEN•2 auch in Malaysia vorgestellt. Es gab zwei 1,6-l-Varianten, die 1,3-l-Version wurde nicht mehr angeboten. Die Medium Line-Varianten (M-Line) verfügten über den Motor ohne Nockenverstellung, aber mit variabler Ansaugung (IAFM), während die High Line-Varianten (H-Line) mit dem Campro-Motor mit Nockenverstellung ausgestattet waren.
Äußerlich verfügte das Modell über veränderte vordere Stoßfänger, einen modifizierten Kühlergrill und einen Heckspoiler. Innen gab es ein neues Armaturenbrett, erstmals mit einem Handschuhfach, neue Türverkleidungen und serienmäßig Ledersitze bei der H-Line.

### Varianten

#### Special Edition
Einige Zeit nach der Vorstellung des GEN•2 gab es ein Sondermodell, mit einem Karosseriepaket, Ledersitzen und Leichtmetallfelgen ausgestattet. Es ist aerodynamischer gestaltet, und das Handling ist wegen breiterer Reifen besser als beim Standardmodell. Das Sondermodell wird in den Farben Mattschwarz und Chilirot ausgeliefert.

#### R3 Concept
Race • Rally • Research (R3) brachte auf der Dreamcars Asia Motorshow 2005 am 7. Juli 2005 ein Konzeptfahrzeug namens GEN•2 R3 heraus. Die produktionsnahe Ausführung sollte die Publikumsreaktionen auf das neue Styling testen.

#### EVE Hybrid Concept
Auf dem Genfer Auto-Salon 2007 stellten Proton und Lotus das Konzeptfahrzeug eines GEN•2 Hybrid mit der Bezeichnung EVE (Efficient, Variable, Environmental) vor. Dieser Wagen verfügte über den gleichen 1,6-l-Campro-Motor wie die Serienmodelle, in Verbindung mit einem Elektromotor mit 144 V und 30 kW.

#### Proton Persona
Am 15. August 2007 brachte Proton das neue Modell Persona heraus, bei dem es sich im Wesentlichen um einen modifizierten GEN•2 mit vergrößertem Kofferraum und einigen kosmetischen Änderungen handelte. Während der GEN•2 ursprünglich den Wira ersetzen sollte, wird nun der Persona als eigentlicher Nachfolger des Wira gehandelt, da er etwa so groß ist wie dieser. Außerdem wurde der Wira als Persona nach Großbritannien exportiert, weshalb nun der Persona unter dem Namen Proton GEN•2 Persona dorthin geliefert wird.

#### Proton GEN•2 ecoLogic
Im August 2007 stellte die britische Dependance von Proton eine Bi-Fuel-Variante des GEN•2 für den britischen Markt unter dem Namen Proton GEN•2 ecoLogic vor. Diese Variante kann sowohl mit Benzin als auch Autogas betrieben werden. Auch vom Persona gibt es eine ecoLogic-Variante, da es sich beim Persona um die Stufenheckvariante des GEN•2 handelt.

## Technische Daten
|                                             | 1.6                       |
| Motorkenndaten                              |                           |
| Motortyp                                    | R4-Ottomotor              |
| Hubraum                                     | 1597 cm³                  |
| max. Leistung bei min−1                     | 82 kW (110 PS) / 6500     |
| max. Drehmoment bei min−1                   | 148 Nm / 4000             |
| Kraftübertragung                            |                           |
| Antrieb                                     | Vorderradantrieb          |
| Getriebe, serienmäßig                       | Schaltgetriebe            |
| Getriebe, optional                          | (Automatikgetriebe)       |
| Messwerte                                   |                           |
| Höchstgeschwindigkeit                       | 190 km/h (185 km/h)       |
| Beschleunigung, 0–100 km/h                  | 12,2 s (14,2 s)           |
| Kraftstoffverbrauch auf 100 km (kombiniert) | 6,3 l Super (6,8 l Super) |
| Tankinhalt                                  | 50 l                      |

## Badge-Engineering-Varianten
Der Proton GEN•2 war neben dem Proton Savvy dafür vorgesehen, unter eigenem Namen von der MG Rover Group im Vereinigten Königreich vertrieben zu werden, die Mitte der 2000er-Jahre mit der Muttergesellschaft von Proton diesbezüglich Gespräche aufnahm. Die Autozeitschriften Auto Express und Autocar veröffentlichten Fotos der Wagen mit einem Rover-Grill. Mit dem Niedergang von MG-Rover und deren Übernahme durch die Nanjing Automobile Group zerschlugen sich diese Pläne.
Im Juli 2007 unterzeichnete Proton eine Vereinbarung mit Jinhua Youngman Vehicle, wonach Youngman 30.000 Einheiten von GEN•2-CKD-Sätzen einführen und unter ihrem eigenen Namen Europestar verkaufen sollte. Es gab Pläne, daraus in Folge eine neue Modellpalette von in China gefertigten Automobilen mit malaysischem Engineering zu entwickeln. Proton hatte schon früher in China Handel betrieben, vor allen Dingen mit Guangdong, sich dann aber wegen zu geringer Verkaufszahlen von dort wieder zurückgezogen.

## Indiskretion vor der Vorstellung des Modells
Kurz vor der Vorstellung des GEN•2 im Februar 2004 erschienen unautorisierte Fotos von dem Modell im Internet, die in der Produktionsstätte aufgenommen worden waren. Quelle des Informationslecks war ein anonymer Nutzer von Autoworld.com.my, der diese Fotos im Fotoalbum der Website hochlud. Proton erstattete daraufhin Anzeige bei der Polizei, die den damaligen Betreiber der Website, Chips Yap, zur Vernehmung einbestellte.